# Petite-Chapelle
Pour les articles homonymes, voir Petite Chapelle et Chapelle (homonymie).
Petite-Chapelle (en wallon P'tite-Tchapèle) est une section de la ville belge de Couvin située en Région wallonne dans la province de Namur.
C'était une commune à part entière avant la fusion des communes de 1977.
Petite-Chapelle se trouve sur le territoire du Parc national de l'Entre-Sambre-et-Meuse (ESEM).

## Toponymie

### Origine du nom
La commune s’est d’abord appelée la Verde Chapelle ou Verte Chapelle, et même Chapelle tout court.
D’après une légende, un herbager trouva dans un buisson une statue de la Vierge. Il la reprend chez lui et le lendemain, il la retrouve à son emplacement premier. Devant ce phénomène répété plusieurs fois, le fermier fait ériger une petite chapelle, terminée vers 1602. La statue est surnommée Vierge de l’Épinière. Petit à petit, des maisons se construisent à côté de celle-ci et finissent par former un hameau.

## Géographie
Le village est entouré par Le Brûly au nord-est, par Gué d’Hossus (France) à l’est, par  Taillette (France) au sud, et Cul-des-Sarts à l’ouest et au nord. Il est arrosé par l'Eau Noire.

## Évolution démographique
- Source: DGS, 1831 à 1970=recensements population, 1976= habitants au 31 décembre

## Histoire
Auparavant hameau de Couvin jusqu'en 1825 puis du Brûly-de-Couvin jusqu'en 1839 année où il est érigé en commune à part entière.
Les habitants vivaient de la forêt (abattage, sciage, saboterie). Il y avait une forge et une ardoisière au XVIIe siècle. Après 1815, comme dans tous les villages-frontière, c’est la contrebande qui devient le principal gagne-pain des habitants.
Vers 1890, les communes frontalières des environs de Couvin et de Chimay réclament un vicinal pour désenclaver leur territoire. Après plusieurs années, le projet se concrétise. Petite-Chapelle est le point d’intersection de trois lignes : vers Chimay (27 km), vers Couvin (16 km) et vers le Tremblois (France) (15 km).
Une communauté des religieuses de Sainte Chrétienne, congrégation fondée à Metz en 1807, s’est repliée au moment des lois de laïcisation en France. Les sœurs y sont restées de 1903 à 1920. Elles étaient d’abord au nombre de 3, puis de 16. Elles enseignaient à une vingtaine de pensionnaires venues de France (Rocroi est à 3 kilomètres). Elles vivaient du jardin, de l’étable et de la basse-cour. Elles donnaient des leçons de musique et de repassage.  Une sœur était rémunérée comme garde-malade à domicile.
En 1907, elles avaient créé un petit jardin d’enfants. En 1914, la guerre les a obligées à fermer l’internat. Elles ont quitté Petite Chapelle en 1920.
De 1925 à 1967, une maison, offerte par M. Claes, du Brûly, accueille des Capucins de la Province de Paris, qui y installent le collège Saint-Antoine pour les jeunes gens du Nord de la France qui se destinent à la vie religieuse. Plusieurs religieux desservent la paroisse. L’un d’eux, le R.P Timothée Raymundos, deviendra évêque de l’île grecque de Santorin († à Athènes en 1970).
En juin 1980, est fondé L'Albatros, service résidentiel doublé d’un foyer occupationnel pour adultes handicapés mentaux. Il comprend 14 foyers résidentiels répartis sur les villages de Petite-Chapelle, Cul-des-Sarts, Gué d’Hossus, Taillette et Rocroi.

## Patrimoine et culture

### Patrimoine architectural
- L'église de l'Assomption de Notre-Dame de Petite-Chapelle, date de 1869[2]. Elle contient une statue de la Vierge à l'enfant.
- Ferme de la Tauminerie, rue de la Tominerie. Bâtiment de style néo-classique, bâti dans la 2e moitié du XIXe siècle[3].

## Personnages célèbres
- Fernand Jacquet, as de l'aviation durant la Première Guerre mondiale.
- Marie de Wailly, romancière française née à Abbeville (1880-1964). Fondatrice en 1931 de l'Académie féminine des Lettres.